# Сокальська загальноосвітня санаторна школа-інтернат для дітей хворих на сколіоз

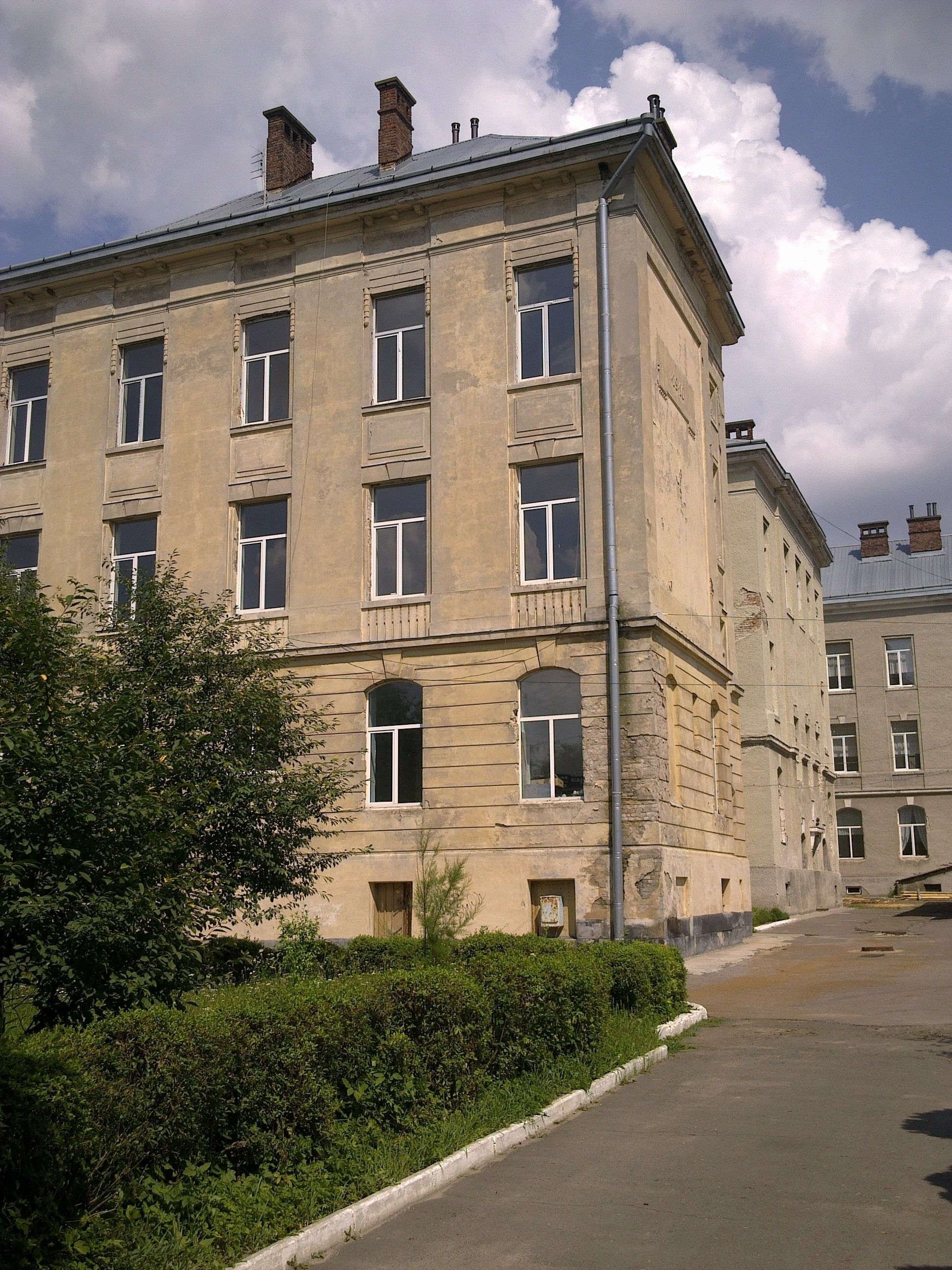
Спальний корпус

Сокальська загальноосвітня санаторна школа-інтернат I-III ступенів, ім. Т.Г.Шевченка — лікувально-навчальний заклад у місті Сокалі Львівської області. Єдиний заклад такого типу в західному регіоні України, в якому відновлюють порушену функцію опорно-рухового апарату і навчаються діти з дев'яти областей України.
Школа є комунальним закладом Львівської обласної ради. Лікування, навчання і проживання дітей в школі — безкоштовне. Приймаються діти шкільного віку, які хворіють сколіозом з таких областей: Львівської, Волинської, Рівненської, Тернопільської, Івано-Франківської, Закарпатської, Житомирської, Хмельницької і Чернігівської.
На території школи є навчальний, спальний, лікувальний корпуси, теплиця, великий фруктовий сад.
Школа розрахована на 260 дітей. Наповнюваність класів — приблизно 20 учнів. У навчальному корпусі розміщено 18 кабінетів, велика бібліотека, музей «Берегиня», Християнська світлиця, комп'ютерний клас, актовий зал, шкільна майстерня та кабінет обслуговуючої праці. У спальному корпусі знаходяться 4 зали лікувальної фізкультури, ізолятор, їдальня та спальні кімнати.

## Історія

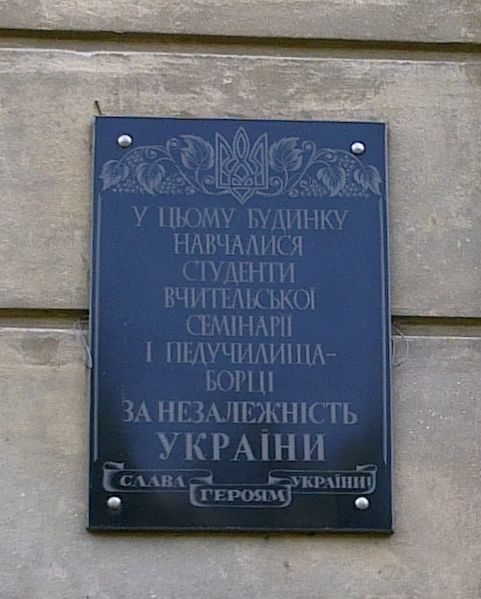
Пам'ятна дошка на будівлі спального корпусу

Школа-інтернат у Сокалі діяла з 1962. Як санаторна, заснована у 1969 році. Спальний корпус школи знаходиться у триповерховій будівлі збудованій 1910 року для Сокальської вчительської семінарії. З 1944 по 1958 у цій будівлі знаходилося Сокальське педагогічне училище.
Школа засновувалася як восьмилітня, однак з 1976 року функціонувала уже як десятилітка.

## Персонал
Організацією лікувально-реабілітаційного та навчально-виховного процесів займається 52 педагоги, 19 медичних працівників. Життєдіяльність установи забезпечують 30 працівників обслуговчого персоналу.

## Програма навчання
Навчання в 1-11 класах проводиться за програмою загальноосвітньої школи I—III ступенів. Додатково в розклад уроків внесено 7 занять лікувальної фізкультури та плавання.

## Режим дня

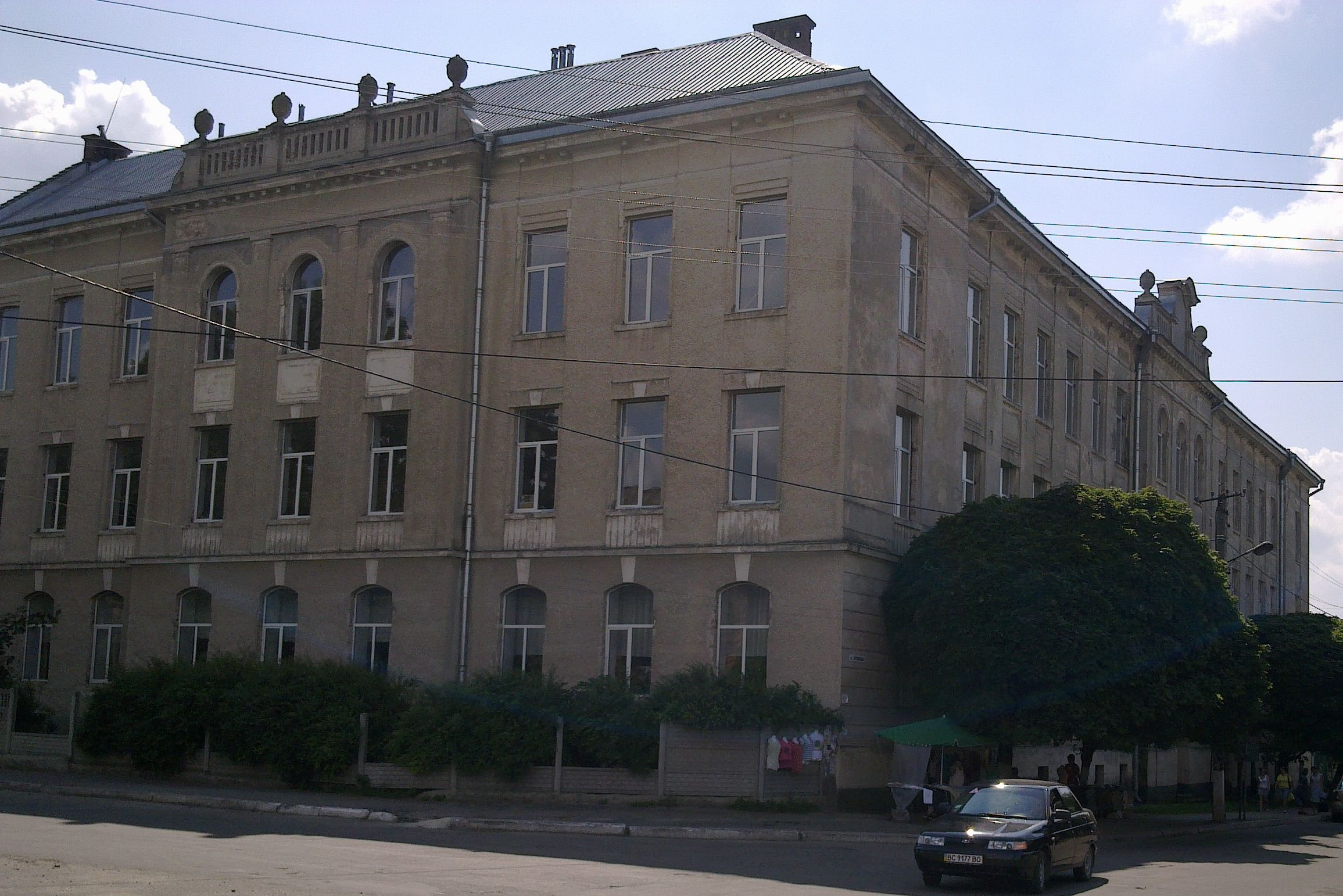
Спальний корпус. Фото 2010 року

Лікувально-навчально-виховний процес в школі регламентується режимом дня, який передбачає раціональне чергування режиму спокою і руху, створюючи адекватне навантаження, що сприяє відновленню порушеної функції опорно-рухового апарату. Протягом дня діти отримують 5 разове харчування.
За режимом денний сон триває 1 годину, прогулянки на свіжому повітрі — 2-3 години. Для розвантаження хребта на уроках певний час діти лежать на спеціальних тапчанах відповідно до призначення лікаря-ортопеда. На кожному уроці проводиться фізкультурна 5 — хвилинна пауза під музичний супровід, який транслюється через радіо по всіх кабінетах.

## Лікування
Для лікування сколіозу, оздоровлення та реабілітації дітей у школі є:
- 4 зали лікувальної фізкультури, оснащені відповідним обладнанням;
- кабінети масажу одночасно на 4-х дітей:
- фізіотерапевтичний кабінет:
- кабінет кисневої терапії:
- ізолятор на 13 ліжок:
- кабінет гідротерапії:
- кабінети педіатра, ортопеда, стоматолога, маніпуляційний кабінет.

Головними лікувально-оздоровчими заходами школи є:
- дотримання всіма учнями ортопедичного режиму протягом доби,
- проведення коригувальної гімнастики,
- масаж м'язів спини,
- лікувальне плавання,
- гідротерапія, фізіотерапія, вітамінна терапія,
- лікування супутніх захворювань,
- лежання під час денного і нічного сну на ліжках з твердими щитами.

## Ефективність лікування
Зустрічі з випускниками минулих років підтверджують їх високу життєздатність, що свідчить про оптимальний варіант лікування дітей, хворих на сколіоз, в умовах санаторної школи.
Своєчасне тривале комплексне лікування в спеціалізованих санаторних закладах дає позитивний ефект призупинення прогресування сколіозу, а в початкових стадіях — повне видужання.

## Адреса школи
Школа розташована по вулиці Тартаківській, 10. За радянської влади вулиця носила назву Кисельова.

## Навчалися в школі
- Данило Кулиняк (1948 р.н.) — український поет, прозаїк, журналіст, публіцист, історик і еколог. Закінчив Сокальську школу-інтернат в 1963.
- Юрій Пероганич (1961 р.н.) — український громадський діяч у галузі інформаційних технологій, культури і освіти. Навчався у школі-інтернаті з третього по шостий класи (1970–1974).